# Британски Сомалиленд
Британски Сомалиленд је био протекторат Британске империје смештен у северозападном делу данашње Сомалије. 
До седамдесетих година 19. века овим подручјем номинално је управљало Османско царство. После повлачења Османлија из сомалских крајева европске силе почеле су да шире утицаје у сомалским крајевима успостављајући протекторат над домаћим владарима. Британци су успоставили протекторат над луком Зеила која се налази на Црвеном мору. Поред Британаца и Французи и Италијани су успоставили протекторат над сомалским крајевима. Све три европске силе суочавале су се са истим проблемом: сталним устанцима домородаца, ценом развитка протектората и ширењем Етиопског царства.  Један од најозбиљних устанака десио се у периоду између 1899. и 1905. године када је Мохамед Бен Абдулах са Дервишима нападао британски и италијански протекторат Сомалиланд.